# Берлајнова теорија
Британски психолог Данијел Берлајн прави теорију у којој настанак пријатности и непријатности повезује са нивоом неуралне побуђености. По Берлајну, мозак тежи да иззбегне стања мале неуралне побуђености, која су узрок „досаде“ – једноличног стања неактивитета. То бекство од досаде постиже се променом, релативно брзим скоком неуралне побуђености, који је скок навише, али може и наниже (нагли пад). Те промене изазивају активитет лимбичког система у мозгу и тамо бивају интерпретиране као пријатност или непријатнсот. У лимбичком систему мозга налазе се центри „задовољства“ и „бола“. Пошто центар за бол има виши праг, њихово надраживање нема исти ефекат. Промене побуђености прати промена хедонистичког тона, али не линеарно. Задовољство расте спорије при малим променама, па брже при већим, па опет успорава при још већим. Када тај потенцијал дође до прага бола, даљи раст даље аверзивне ефекте: хедонистички тон, односно задовољство, опада. Берлајн овако решава проблем досаде, потребна је промена у ераузал потенцијалу и тиме прекидање или укидање пасивног стања мозга.
Касније Берлајн допуњује своју теорију за објашњење естетског доживљаја. Он разликује две врсте истраживачког понашња човека:
1. Специфична експлорација – рационално, логичко и филозофско разматрање.
2. Диверзивна експлорација – на основу које се доносе естетски судови.

Колативне варијабле стимулације постижу тренутну промену у нивоу побуђености.